# 克雷卡島
65°29′38″S 65°25′20″W / 65.49389°S 65.42222°W
克雷卡島（Kereka Island），是南極洲的島嶼，處於斯諾德格拉斯島以南3.15公里和拉庫納島西北面4.4公里，長1.75公里、寬0.58公里，屬於比斯科群島中皮特群島的一部分，以保加利亞北部鄉鎮命名，現時由南極條約體系管理。